# 纳塞河畔苏瓦松
纳塞河畔苏瓦松（法語：Soissons-sur-Nacey，法語發音：[swasɔ̃ syʁ nasɛ]）是法国科多尔省的一个市镇，位于该省东部，和汝拉省接壤，属于第戎区。

## 地理
纳塞河畔苏瓦松（47°15'32"N, 5°27'22"E）面积7.72 平方千米，位于法国勃艮第-弗朗什-孔泰大區科多尔省，该省份为法国中东部省份，北起奥布省，西接涅夫勒省和约讷省，南至索恩-卢瓦尔省，东南接汝拉省，东临上索恩省，东北部与上马恩省接壤。
与纳塞河畔苏瓦松接壤的市镇（或旧市镇、城区）包括：维耶尔韦日、弗拉默朗、尚帕涅、潘特尔。

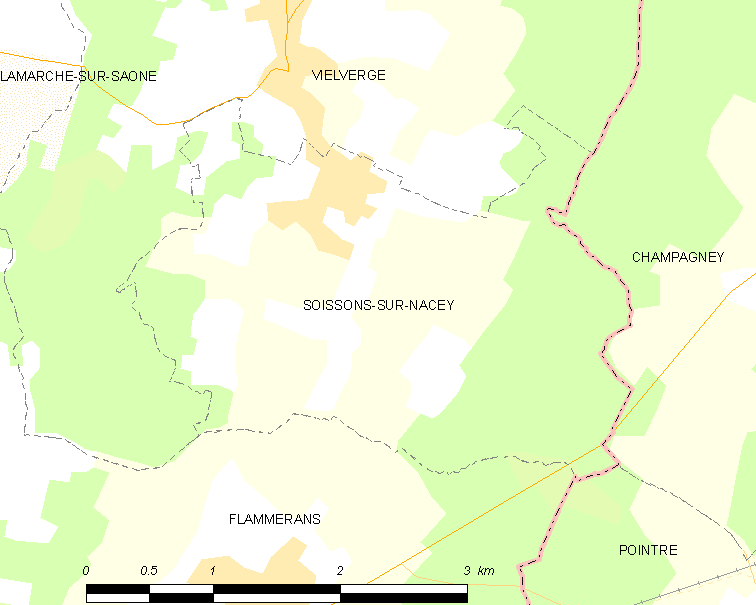
纳塞河畔苏瓦松的OSM定位图

纳塞河畔苏瓦松的时区为UTC+01:00、UTC+02:00（夏令时）。

## 行政
纳塞河畔苏瓦松的邮政编码为21270，INSEE市镇编码为21610。

## 政治
纳塞河畔苏瓦松所属的省级选区为欧克索讷县。

## 人口

1962-2008年间纳塞河畔苏瓦松人口变化图示

纳塞河畔苏瓦松于2022年1月1日时的人口数量为357人。